# Мой папа Барышников
«Мой папа Барышников» — российский драматический фильм 2011 года. Лауреат фестиваля «Кинотавр-2011» («Лучшая музыка»).

## Сюжет
СССР, разгар перестройки. В Солнцеве, на окраине Москвы, живёт закомплексованный подросток Боря Фишкин. Живёт он с мамой, учится в престижном Московском хореографическом училище при Большом театре. Его мама молода, ветрена, работает экскурсоводом в «Интуристе».
Отца у Бори нет: мама говорит, что он на секретном задании, однако Боря начинает догадываться, что его отец — известный танцовщик и балетмейстер Михаил Барышников, бежавший в 1974 году в Канаду, ныне живущий и работающий в США. На эти мысли его наводит видеозапись выступления артиста: юноша похож на известного танцора и совсем не похож на человека, которого мама называет его отцом, и к тому же выясняется, что она была лично знакома с Барышниковым. Эта новость мгновенно облетает всё училище, многие подтверждают «звёздное» сходство, Боря моментально становится местной знаменитостью.
Из тюрьмы возвращается настоящий отец юноши, тоже по имени Михаил, в это же время по глупому недоразумению Борю отчисляют из училища (из-за занятия фарцовкой). Несмотря на удары судьбы, меняющаяся страна, новые веяния и нравы дают подростку шанс не пропасть, а выбиться в люди.

## В ролях
- Дмитрий Выскубенко — Боря Фишкин
- Анна Михалкова — Лариса, мама Бори Фишкина
- Анатолий Кот — преподаватель хореографии
- Владимир Капустин — Михаил, отец Бори Фишкина
- Сергей Сосновский — Семён Петрович
- Илья Рутберг — дедушка
- Лилия Ямада — Марина
- Мария Полицеймако — бабушка
- Андриана Садковская — балерина
- Людмила Титова — директор училища
- Тинатин Баркалая — королева Испании
- Ксения Суркова — Катя

## Производство
Фильм, повествующий о буднях Московского хореографического училища в 1980-х годах, стал первой полнометражной работой режиссёра Дмитрия Поволоцкого, в прошлом — выпускника этого училища.
На момент продюсерского питчинга, проходившего в рамках 21-го Открытого российского кинофестиваля «Кинотавр» в июне 2010 года, фильм находился на подготовительной стадии — был написан сценарий и проведён побор актёров. Главная роль досталась студенту Московской государственной академии хореографии Дмитрию Выскубенко.
Съёмки фильма проходили в Москве в конце 2010 года. Для создания атмосферы 1980-х годов были приобретены официальные права на использование музыки групп ABBA, Boney M. и советской эстрады того времени.
Производство кинокартины было завершено в 2011 году, и в том же году фильм принял участие в конкурсной программе очередного кинофестиваля «Кинотавр».

## Выход на экраны
Премьера фильма состоялась в России 9 июня 2011 года на 22-м Открытом российском кинофестивале «Кинотавр», а 1 июля 2011 года он был показан на Московском кинофестивале. 6 октября 2011 года фильм вышел в российский прокат.
10 октября 2011 года фильм демонстрировался на международном кинофестивале в Пусане (Южная Корея), в 2012 году в США — на кинофестивале в Ньюпорт-Бич (англ. Newport Beach Film Festival) и Филадельфийском еврейском кинофестивале (англ. Philadelphia Jewish Film Festival), в 2016 — на фестивале российского кино «Спутник над Польшей» (Варшава).

## Награды и номинации
- Приз «За лучшую музыку к фильму» им. М. Таривердиева Александру Маноцкову («Кинотавр-2011»)[5]
- Специальный приз генерального спонсора фестиваля «Амурская осень» (компании «Петропавловск») — исполнителю главной роли в фильме «Мой папа Барышников» Дмитрию Выскубенко[6]